# 航母殺手

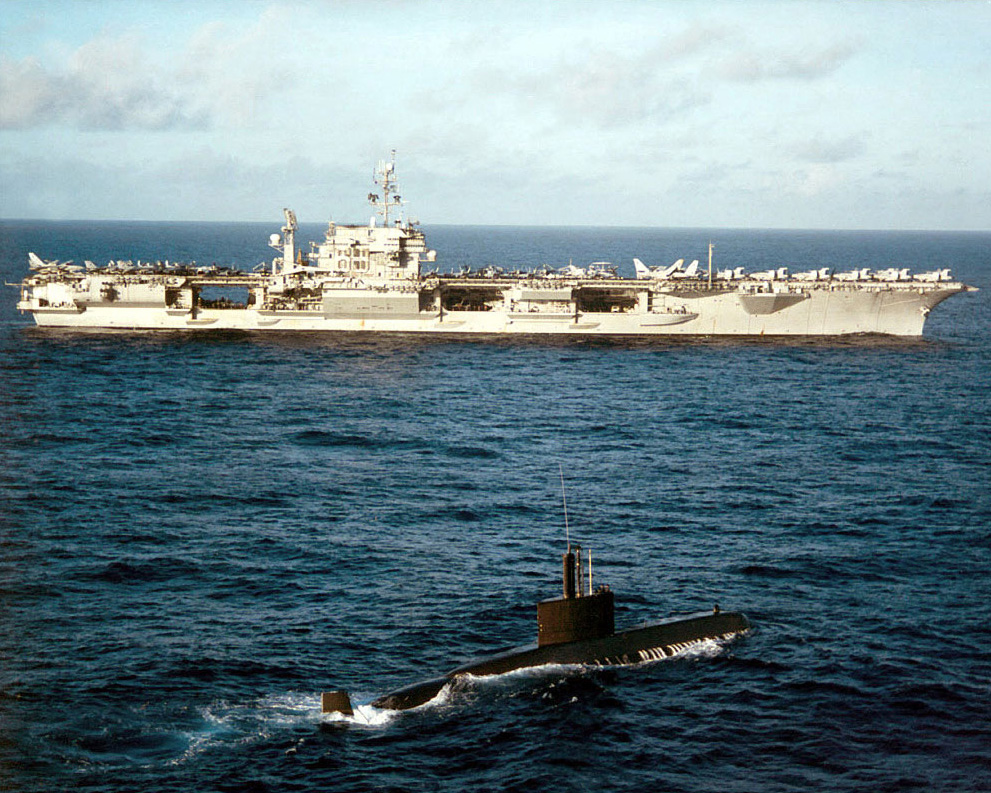
209型潛艇的反航母演習

航母殺手是一个俗称，已被大众传媒广泛用于军事新闻报道，泛指能有效打击航空母艦的军事武器，也被称为反航母武器、航母克星等，常指反艦彈道飛彈、反艦飛彈等。東風-21中程彈道飛彈等也被視為航艦殺手。

## 曾被冠此称呼的武器
- 中华人民共和国：鹰击62（C-602）[4]、C-705[4]、鹰击83（C-802）[4]、鷹擊12（YJ-12、CM-400AKG[5]）[6]、鷹擊21[7]、东风-21D、东风-26B[8]、CM-401[9]等反舰导弹
  - 中华人民共和国海军：現代級驅逐艦[10][11]、022型导弹艇[11]、鱼-6鱼雷[需要更多来源][11]
- 中华民国：雄風三型反艦飛彈[12]
  - 中华民国海军：沱江級巡邏艦[13]
- 美国：AGM-158C远程反舰导弹[14]、战斧Block 5[15]
  - 美国海军：的黎波里號兩棲突擊艦 (LHA-7)[16]
- 俄罗斯：P-700花岗石超音速反舰导弹[17]，锆石高超音速反舰导弹[18]、Kh-32（X-32）高超音速巡航导弹[19][20]、蛇纹石（英语：Змеевик_(ракета)）反舰弹道导弹[1]，基洛夫級核動力巡洋艦[20]
- 朝鲜民主主义人民共和国：KN-09反舰导弹[21]